# إيكوما كازوماسا
إيكوما كازوماسا (باليابانية: 生駒一正؛ بالكانا: いこま かずまさ) هو ساموراي ياباني، ولد في 1555، وتوفي في 11 مايو 1610.